# Księżniczka Caraboo
Księżniczka Caraboo (ang. princess Caraboo), właściwie Mary Baker (ur. 1792, zm. 1864) – angielska oszustka. Podawała się za księżniczkę pochodzącą z odległej wyspy i przez kilka miesięcy oszukiwała mieszkańców jednego z brytyjskich miast.

## Biografia

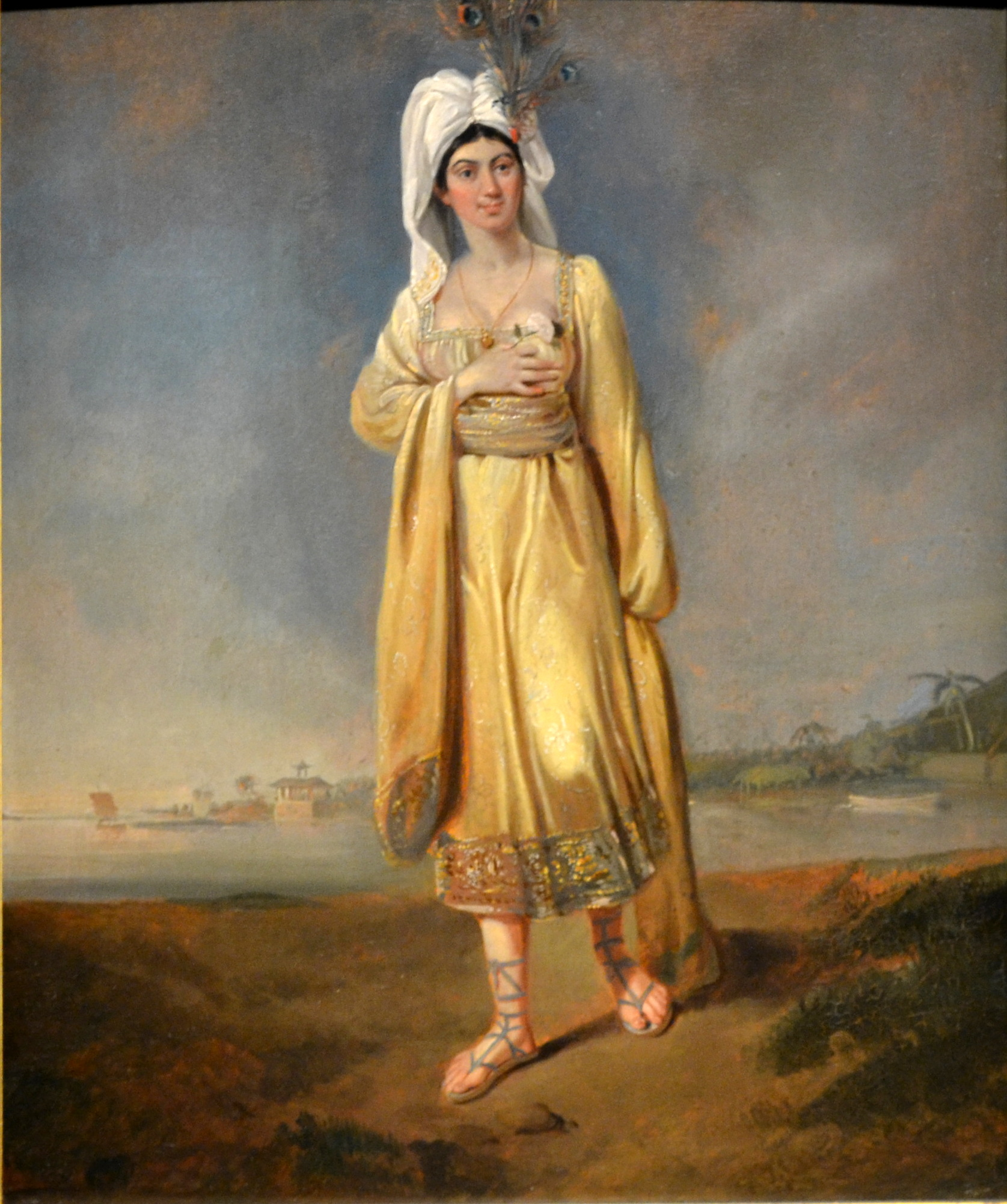
Księżniczka Caraboo Edwarda Birda (1817)

W 1817 szewc z Almondsbury spotkał na ulicy kobietę ubraną w egzotyczny strój i mówiącą w niezrozumiałym języku. Została przyprowadzona do miejskiego urzędnika, Samuela Worralla, który początkowo chciał ją odesłać do Bristolu za włóczęgostwo, a tymczasowo osadził w miejscowej gospodzie. Tam w rozmowę z kobietą wdał się portugalski żeglarz Manuel Eynesso, który twierdził, że był w stanie mówić w jej języku. Wspólnymi siłami Worrall, jego żona Elizabeth i Eynesso ustalili, że nieznajoma miała mieć na imię Caraboo i być księżniczką z położonej na Oceanie Indyjskim wyspy Javasu. Tam miała zostać porwana przez piratów, ale udało jej się uciec i dopłynąć do brzegu, gdy statek pokonywał Kanał Bristolski. Wiarygodność opowieści Caraboo potwierdził uczony i wykładowca z Bath, Charles H. Wilkinson, który m.in. zidentyfikował znamię z tyłu jej głowy jako dzieło chirurgów ze Wschodu.
Caraboo spędziła kilka tygodni w posiadłości Worallów, gdzie jej poczynania stały się obiektem zainteresowania miejscowych notabli i prasy (m.in. Bristol Journal). W tym okresie powstał także jej portret autorstwa brytyjskiego malarza, Edwarda Birda. 
Prawda o rzekomej księżniczce wyszła na jaw, gdy jedna z osób czytających Bristol Journal zapoznała się z opublikowaną tam jej ilustracją. Okazało się, że tak naprawdę jest to Mary Willcocks, córka szewca z Witheridge, która zarabiała na życie jako służąca. W pewnym momencie wymyśliła swoją tożsamość jako księżniczki z odległego kraju. Język z wyspy Javasu wymyśliła m.in. na podstawie języka Romów. Okazało się także, że blizna po operacji dokonanej przez lekarzy ze Wschodu była jedynie śladem po nieudanym stawianiu baniek.
Elizabeth Worrall ulitowała się nad Mary Willcocks i wyprawiła ją do Filadelfii. Willcocks przebywała w USA w latach 1817–1824, występując na scenie jako księżniczka Caraboo, ale bez większego powodzenia. Po powrocie do Anglii również przez krótki czas próbowała podobnych występów z tym samym skutkiem.
W 1828 poślubiła w Bedminster Richarda Bakera, z którym miała córkę, Mary Ann Baker. Mary Baker utrzymywała się między innymi ze sprzedaży pijawek szpitalowi w Bristolu.
Mary Baker zmarła w 1864 i została pochowana na cmentarzu w Bedminster.

## W kulturze popularnej
W 1994 miał miejsce premierę amerykański film Księżniczka Caraboo z Phoebe Cates w roli tytułowej bohaterki.
Imię księżniczki nosi założona w 2018 organizacja Caraboo Projects, zajmująca się promocją sztuki w Bristolu.